# Língua bari
Bari é uma língua Nilótica falada pelo povo Karo da África Oriental em extensas áreas na região Equatória Central do Sudão do Sul e também no extremo noroeste de Uganda e em áreas República Democrática do Congo.

## Dialetos
A língua Bari é falada por várias tribos: os próprios Baris, os Pojulu, Kakwa, Nyangwara, Mundari e Kuku. Cada um tem seu dialeto. A língua é também chamada Karo ou Kutuk ('língua mãe') em lugar de Bari.
Os Dialetos são:
- Bari proper (Beri)
- Pöjulu (Pajulu, Fadjulu, Fajelu, Madi)
- Kakwa (Kakua, Kwakwak) [transmissão de rádio em Uganda]
- Nyangbara (Nyangwara, Nyambara)
- Mandari (Mondari, Mundari, Chir, Kir, Shir)
- Kuku
- Nyepu (Nyefu, Nyepo, Nypho, Ngyepu)
- Ligo (Liggo).

## Características
Bari é uma língua tonal. Apresenta harmonia vocálica, tem como ordem das palavras na frase Sujeito-Verbo-Objeto, sua morfologia é de língua aglutinante. Já existem publicados Dicionário e Gramática da língua desde os anos 1930, os quais são difíceis de se encontrar hoje. Há hoje recente dissertação sobre sua natureza tonal e sua sintaxe.

## Ortografia
O alfabeto latino para a língua Bari própria e para o Kuku no Sudão do Sul. Há 4 dígrafos, 'B, 'D, 'Y e Ny, também há a letra “eng” Ŋ.
| maiúsculas | A | B | 'B | D | 'D | E | G | J | I | Y | 'Y | K | L | M | N | Ŋ | Ny | O | Ö | P | R | S | T | U | W |
| minúsculas | a | b | 'b | d | 'd | e | g | j | i | y | 'y | k | l | m | n | ŋ | ny | o | ö | p | r | s | t | u | w |

| maiúsculas                       | Ŋ                 | Ö       |
| minúsculas                       | ŋ                 | ö       |
| Alternativas                     | ng                | o       |
| Unicode maiúsculas (hexadecimal) | 014A              | 00D6    |
| Unicode minúsculas (hexadecimal) | 014B              | 00F6    |
| Tabela de Caracteres Unicode     | Latim Estendido A | Latin-1 |

## Amostra de texto
Ŋutu liŋ yuŋwe kana, jojo i tod’iri ko d’ekesi ko ti se tokitaki ko ‘börik ko mulökötyo lo toluŋscran. Se a d’oka ko denet na kulya na ’but ko narok.
Português
Todos os seres humanos nascem livres e iguais em dignidade e direitos. Eles são dotados de razão e consciência e devem agir uns em relação aos outras com espírito de fraternidade. (Artigo 1º da Declaração Universal dos Direitos Humanos]